# Se Bummtschacks
Se Bummtschacks sind eine Mainzer Regionalband, die Comedy und Gesang miteinander verbinden.

## Karriere
Se Bummtschacks traten unter anderen auf Veranstaltungen wie den Meenzer Drecksäck (alternative Fassenacht) sowie den bekannten Festivals Rock am Ring und Rock im Park auf. Nach Konflikten mit den örtlichen Fastnachtsgrößen, bzw. Vereinen (MCV) entwickelten Se Bummtschacks eine eigene Fastnachtsveranstaltung Se Bummtschacks fersuchen Fassenacht die im größten Mainzer Kino (Residenz) 2005 zur Ausführung kam und als anarchisch (Allgemeine Zeitung Mainz) gefeiert wurde. Im Herbst 2006 kam ihr 2½-stündiges Satirical Auf Hartz und Nieren ebenfalls im Residenz-Kino auf die Bühne. In die Rahmenhandlung um die Bummtschagentur für Arbeit wurden eigene Musikvideos, Multimediapräsentationen, Filme, sowie Kabarett- und Comedybeiträge und Live-Musik eingebunden. Im Satirical lösten Se Bummtschacks überraschend das Problem der Massenarbeitslosigkeit: Schlussendlich blieb nur noch Agenturchef (Frank Jürgen Wiese) übrig. Comedy-Trailer für RPR Radio (Brocko Becker) um die Jahrtausendwende und viele Benefizaktionen (Konzerte, Sammlungen) zeigen das vielfältige Spektrum der „Bänt“, die nach eigenen Angaben Nix kann – dess abber gut. Zudem haben Se Bummtschacks mehrere Hymnen des Fußballvereins 1. FSV Mainz 05 komponiert und aufgenommen.
Im März 2009 gab Jürgen Girtler seinen Rücktritt bekannt. Im Juni 2010 stieg Gründungsmitglied Jens Illmann wieder in die Band ein. Im Dezember 2013 stieg nach 17 Jahren Bassist Christoph Steigner aus und wurde ersetzt durch Sebastian Ritter. Im Oktober 2014 haben die Gründungsmitglieder Frank Wallmüller und Jens Illmann die Band verlassen. Von November 2014 bis Juni 2016 war Jan-Eric Mengeling Gitarrist bei den Bummtschacks, er wurde anschließend durch Holger Münker ersetzt.
Seit Februar 2018 wird die Band durch Andres Geisler (Keyboard) unterstützt. Gleichzeitig kündigte die Band an, an einem neuen Studioalbum in der neuen Besetzung zu arbeiten, das am 2. August 2018 unter dem Titel „Ziemlich Talentiert“ veröffentlicht wurde. Laut eigener Aussagen ist dieses Album eine Rückkehr zu den Wurzeln der Band und vereint wieder mehr die Elemente Comedy & Rock.
Im Oktober 2023 feierte die Band ihr 30-jähriges Bestehen mit einem „Intimabend“ im ausverkauften Mainzer Unterhaus unter dem Motto „30 Jahre net berühmt“. Dabei präsentierte sie eine Mischung aus Songs der verschiedenen Epochen sowie Geschichten und Anekdoten aus der Bandgeschichte, die die einzelnen Bandmitglieder vortrugen. Jens Illmann war wieder eingestiegen, nachdem er zunächst als Gast bei einem Proberaumkonzert im April 2023 zusammen mit der Band auf der Bühne gestanden hatte.

## Mitglieder

### Aktuelle Mitglieder
- Sven Hieronymus (Gesang, Gebabbel, Generve)
- Jens Illmann (Getarre, Getaste, Gesang)
- Oly Wahner (Getrommel, Gesang, genervt)
- Sebastian Ritter (Gebasse, Gesang)
- Holger Münker (Getarre, Gesang)
- Andreas Geisler (Geklimper, Gesang)
- Bud Sander (Geschwein)

### Ehemalige Mitglieder
- Jan-Eric Mengeling (Getarre, Gesang)
- Frank Wallmüller (Getarre, Gesang, Gespreche) † 2022
- Christoph Steigner (Gebasse, Getaste, Gesang)
- Jürgen Girtler (Gebabbel, E-Triangel, Gehirn)
- Olaf Renoldi (Bass, Gebabbel, Gesang)

## Diskographie
- WER PROBT HAT ANGST MaxiCD 1997 (Eigenproduktion)
- Halldeimaul CD 1998 (Eigenproduktion)
- Gassehauer Live-CD 1998 (Eigenproduktion)
- Schunkel Schong Maxi-CD 01/2000 EMI Electrola
- Halldeimaul CD 02/2000 EMI Electrola
- Karnevalsverein Maxi-CD 02/2000 (Eigenproduktion mit dem 1. FSV Mainz 05)
- Dobb! Bolidei Maxi-CD 12/2000 (Eigenproduktion)
- Andollogy CD 08/2001 (Eigenproduktion)
- Wir alle sind Mainzer Maxi-CD 05/2002(Eigenproduktion mit dem 1. FSV Mainz 05)
- [pissemisse] CD 08/2003 Kreakustik Records
- Hier kommt Mainz CD 08/2004 Kreakustik Records
- Heimspiel CD 12/2004 Kreakustik Records
- Heimspiel DVD 06/2005 Kreakustik Records
- Thubber Thach CD 03/2013 Kreakustik Records
- Ziemlich Talentiert CD 201820 Kreakustik Records